# Municipio de Jiquilpan
El municipio de Jiquilpan (del náhuatl xiuhquilitl ‘planta tintórea’ y pan ‘lugar’: ‘lugar de plantas tintóreas’) se encuentra ubicado en el noroeste del estado de Michoacán, a 145 km de Guadalajara, 210 km de Morelia y a 524 km de la Ciudad de México, por la carretera nacional número 15. 
Los habitantes se dedican principalmente a actividades como la agricultura, ganadería y cultivo de hortalizas; se elaboran también productos derivados de la leche. Existe industria del tequila y del mezcal artesanal.
El municipio de Jiquilpan es considerado la capital política de la Ciénega de Chapala, ya que es la sede del distrito electoral 4, a nivel local y federal, así como sede de distintas instancias gubernamentales y educativas. Forma parte de la región 1. Lerma-Chapala y del Bajío zamorano.

## Toponimia
Xiuquilpan, Xiquilpan, Xiquilpa o Jiquilpan, es una palabra de origen náhuatl que quiere decir ‘lugar de añil’. El nombre purépecha del asentamiento fue Huanimban ‘lugar de huanitas’ (árboles de flor en forma de maíz tostado). 

## Historia
Durante la época prehispánica Xiquilpan fue un centro cultural, agrícola y comercial importante; prueba de ello son los vestigios arqueológicos del Otero. Fue conquistada en el año de 1450 por los sucesores del irecha Tariácuri: Irepan, Tangáxoan e Hiquíngare.
En 1522 llegó Cristóbal de Olid a conquistar Jiquilpan. Los franciscanos tuvieron a su cargo la evangelización de la población, para lo que establecieron una doctrina, organizaron al pueblo en barrios y con el apoyo de los indígenas edificaron el templo y el convento. Para el siglo XVII, se establecieron en este lugar cofradías. Posteriormente, el corregimiento se transformó en Alcaldía Mayor. En la segunda mitad del siglo XVIII, ya en el régimen de intendencias, se convirtió en subdelegación.
Para 1822 Jiquilpan contaba con curato secular y ayuntamiento constitucional y de acuerdo con la división territorial que hizo el Congreso, quedó comprendido dentro del departamento de Zamora. Se constituyó en municipio el 10 de diciembre de 1831. La cabecera municipal se elevó a rango de ciudad el 16 de abril de 1891, con el nombre de Jiquilpan de Juárez.
El 22 de noviembre de 1864 hubo un enfrentamiento entre republicanos y monarquistas franceses en la Trasquila, lo que se conoce como batalla de la Trasquila. 
Se tiene referencia de que en los primeros años del siglo pasado la forestación de pinos y encinos cubría todo el cerro de San Francisco, antiguamente llamado Huaxuatli ‘lugar de guajes’, y cuya forestación llegaba hasta las cercanías de la antigua Alameda.
La tala para la siembra de maíz y las necesidades domésticas acabaron con los arbolados. Hoy sólo quedan, de la antigua forestación, restos en las inmediaciones de la cima del cerro, que están expuestos a extinguirse si no se cuidan.
A principios del siglo veinte Jiquilpan contaba con arbolados en calles y jardines. Existían en la Plaza de Zaragoza y en la calle Lic. Gabino Ortiz, fresnos centenarios que fueron derribados el año de 1918, durante la defensa que la guarnición constitucionalista al mando del Coronel Leonel López sostuvo en contra de partidas rebeldes como la de Inés Chávez García, que en dos ocasiones intentó tomar la plaza.
Por los años de 1920 a 1930 se hicieron en la antigua Alameda plantaciones de fresnos, eucaliptos y truenos, que no se lograron. Se disponía de poca agua que se extraía de norias para regarlos, llevándola en barriles sobre un pequeño carro de dos ruedas, remolcado por una bestia mular. La propia Alameda se siguió utilizando como sitio de recreo.
En el año de 1933 se adquirieron los terrenos inmediatos a la antigua Alameda, conocidos como El Sauz y La Noria; aproximadamente cincuenta hectáreas propiedad de la Srta. Virginia Gudiño Mora; terrenos que limitan Los Cantiles, ubicados al sur de la población, a ambos lados del arroyo de El Junco.
Sobre una parte de este predio se fincó la nueva Alameda (El Bosque de Jiquilpan) con extensión de veinte hectáreas. Se trazaron calzadas en los extremos y en el interior del área, así como una glorieta central.
Con la participación de los vecinos, hombres, mujeres y niños, se plantaron los primeros árboles que se consideraron apropiados para la zona, traídos la mayor parte de los viveros de Coyoacán y Morelia.
En la glorieta central, que se rodeó de laureles, se plantó en 1934 un ahuehuete de siete años procedente del vivero de Coyoacán, de semilla del histórico Ahuehuete de Tacuba, ahora conocido como el «Árbol de la Noche Victoriosa», y que recuerda la victoria de Cuitláhuac al derrotar al conquistador Hernán Cortés. El terreno de la antigua Alameda se destinó a campo deportivo.

## Geografía

### Ubicación
El municipio de Jiquilpan se localiza entre las coordenadas 19°52' y 20°04′ de latitud norte y las coordenadas 102°39' y 102°54′ de longitud oeste, con una altitud que varía entre los 2500 m s. n. m. y los 1550 m s. n. m.. Emplazado dentro de la depresión de Chapala y las montañas de la zona occidental de Michoacán, ambas partes del Eje Neovolcánico.
El municipio de Jiquilpan se encuentra localizado al noroeste del territorio estatal. Limita al norte con los municipios de municipio de Marcos Castellanos, Cojumatlán de Régules, Sahuayo y Villamar; al este con los municipios de Villamar y Cotija; al sur con el municipio de Cotija y el estado de Jalisco; al oeste con el estado de Jalisco y el municipio de Marcos Castellanos. Ocupa una superficie aproximada de 244 km².

### Geología y relieve
En su valle presenta un suelo aluvial del Cuaternario, mientras que sus elevaciones están conformadas por roca ígnea extrusiva —principalmente basalto— del Plioceno-Cuaternario con lomerío de basalto con llanuras y sierra con laderas de escarpa de falla. Se encuentran en su horizonte la sierra de Tarecuato y los cerros de la Chicharra, Pelón, Coyacho y San Francisco.
El tipo de suelo predominante es vertisol (60.13 % de su superficie), aunque también están presentes el tipo de suelo luvisol (27.09 %) y phaeozem (15.56 %).

### Hidrografía
Se encuentra dentro de la región hidrológica Lerma-Santiago, específicamente dentro de la subcuenca del río Sahuayo, y en menor medida de la subcuenca del lago de Chapala, ambas parte de la cuenca del lago de Chapala; además, forma parte en menor grado de la región hidrológica del Balsas, dentro de las subcuencas del río Itzícuaro y el río Quitupan, ambas parte de la cuenca del río Tepalcatepec. Su hidrografía se constituye por los ríos El Paredones y Jiquilpan; los arroyos El Colorado, Ánimas y Fuentes; las lagunas La Lagunita y Lagunita de la Puerta; y la presa de los Paredones.

### Clima
Tiene Jiquilpan, según la clasificación climática de Köppen, un clima subtropical subhúmedo (Cwa) de inviernos secos y veranos lluviosos en su valle, mientras que en la serranía se presenta un clima templado subhúmedo de montaña (Cwb). Cuenta con una precipitación pluvial anual de entre 700-1000 milímetros. La temperatura media anual oscila entre los 16 a los 20 grados centígrados.

### Flora y fauna
En cuanto a vegetación, predomina la selva caducifolia (30.12 % de su superficie), aunque también hay presencia de bosque (10.39 %) y pastizales (16.02 %); En la selva caducifolia domina el mezquite, nopal, huisache y yuca; en el bosque, el pino, encino y cedro. La superficie del municipio restante es usado como zonas agrícolas (36.80 %) y zonas urbanas (5.07 %).
Su fauna la conforman venado, coyote, armadillo, zorro, tejón, güilota, torcaza, águila y codorniz.

## Demografía
De acuerdo con los resultados del Conteo de Población y Vivienda de 2020 del Instituto Nacional de Estadística y Geografía, el municipio de Jiquilpan tiene una población total de 36 158 habitantes, de los cuales 17 236 son hombres y 18 922 son mujeres, lo que representa un incremento promedio de 0.57 % anual en el período 2010-2020 sobre la base de los 34 199 habitantes registrados en el censo anterior. Con una superficie de 243.2 km², al año 2020 tenía densidad de 148,7 hab/km².
| Gráfica de evolución demográfica de Municipio de Jiquilpan entre 2000 y 2020 |
|                                                                              |
| Fuente: Instituto Nacional de Estadística Geografía e Informática            |

Al año 2020, 27 personas (0.075 % de su población) hablaba una lengua indígena, predominantemente el purépecha.
Durante ese mismo año, el 36.4 % de la población se encontraba en situación de pobreza moderada y que el 4.97 % de ella, en situación de pobreza extrema. El 38.9 % de los habitantes están considerados como vulnerables por carencias sociales, mientras que el 5.08 % está contemplado dentro de la población vulnerable por ingresos. Las principales carencias sociales del municipio, al año 2020, fueron la falta de acceso a la seguridad social (67.3 % de los hab.), a los servicios de salud (43.5 %) y a los servicios básicos en la vivienda (25 %). De acuerdo con estimaciones del CONEVAL para 2020, el municipio presenta un rezago social «muy bajo».
Según el Índice de Marginación 2020, el municipio tiene un grado de marginación «muy bajo», ocupando el puesto 103 de los 113 municipios que conforman el estado. El 98.58 % de las viviendas, para el mismo año, contaban con agua; el 98.84 %, con drenaje; y el 99.78 %, con energía eléctrica.

### Localidades
En el censo de 2020 el municipio de Acuitzio contaba con 34 localidades.
| Código INEGI      | Localidad           | Población (2020) |
| ----------------- | ------------------- | ---------------- |
| 160450001         | Jiquilpan de Juárez | 24 662           |
| 160450011         | Francisco Sarabia   | 2 112            |
| 160450019         | Los Remedios        | 2 033            |
| 160450023         | San Martín Totolán  | 1 805            |
| 160450051         | Niños Héroes        | 1 361            |
| Otras localidades | Otras localidades   | 4 185            |
| Total municipal   | Total municipal     | 36 158           |

## Principales localidades

### Jiquilpan
Ciudad cabecera municipal. Su nombre oficial es Jiquilpan de Juárez. Sus principales actividades económicas son la producción de lácteos productos lácteos, insumos agropecuarios, oferta de distintos servicios como son comercio de zapatos, ropa, abarrotes, panadería, muebles, farmacias, etc. Ofrece varios centros de salud públicos y privados, entre ellos el hospital general regional Lázaro Cárdenas de Río y el hospital San Rafael. Es por antonomasia la ciudad universitaria del occidente del estado de Michoacán. Además de los servicios, su actividad económica la integra la agricultura, al cultivar el maíz, la alfalfa y sorgo; la cría de ganado bovino, caballar, avícola y otros. 

### Abadiano
Entre sus principales actividades están la producción de productos lácteos, la producción de mezcal artesanal y la producción agropecuaria, siendo el cultivo de maíz, alfalfa y sorgo los principales; además se cría ganado bovino, avícola y porcino de corral. Su distancia a la cabecera municipal es de 15 km. 

### Francisco Sarabia
Sus principales actividades son la industria textil (vestidos infantiles) y las agropecuarias. Los principales cultivos son alfalfa, maíz y sorgo; se cría ganado bovino, porcino y avícola de corral. Se encuentra a 7 km de la cabecera municipal.

### San Martín Totolán

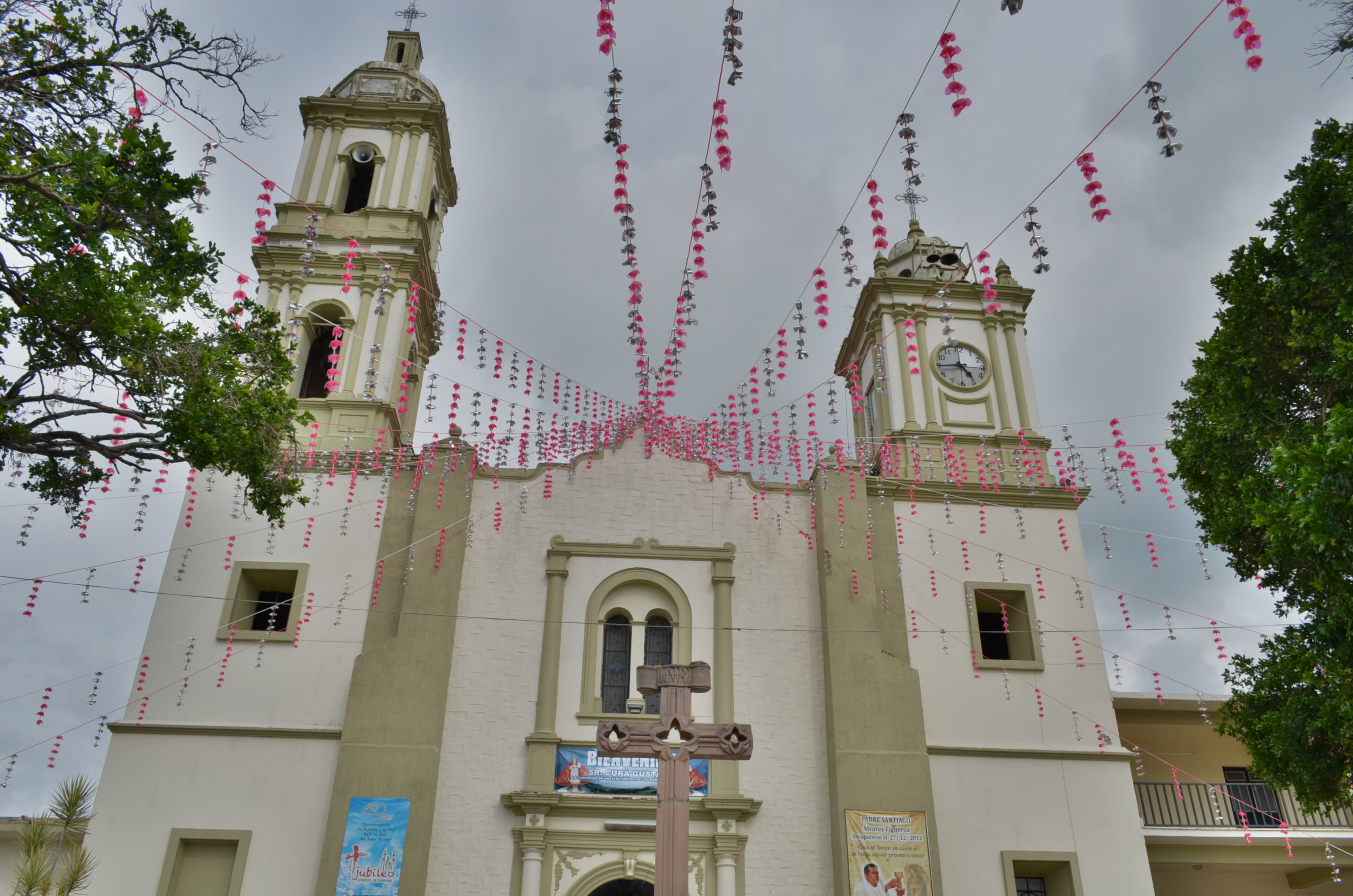
Santuario de Nuestra Señora de los Remedios.

Totolán alberga el santuario más visitado del Occidente del Estado de Michoacán. Es un santuario dedicado a nuestra señora de los Remedios (La Güerita). Su principal actividad es el turismo de tipo religioso ya que durante todo el año es visitado cada lunes por gente de la región. Se lleva a cabo el cultivo de maíz y sorgo; se cría ganado bovino, porcino y avícola. Su distancia a la cabecera municipal es de 4 km.

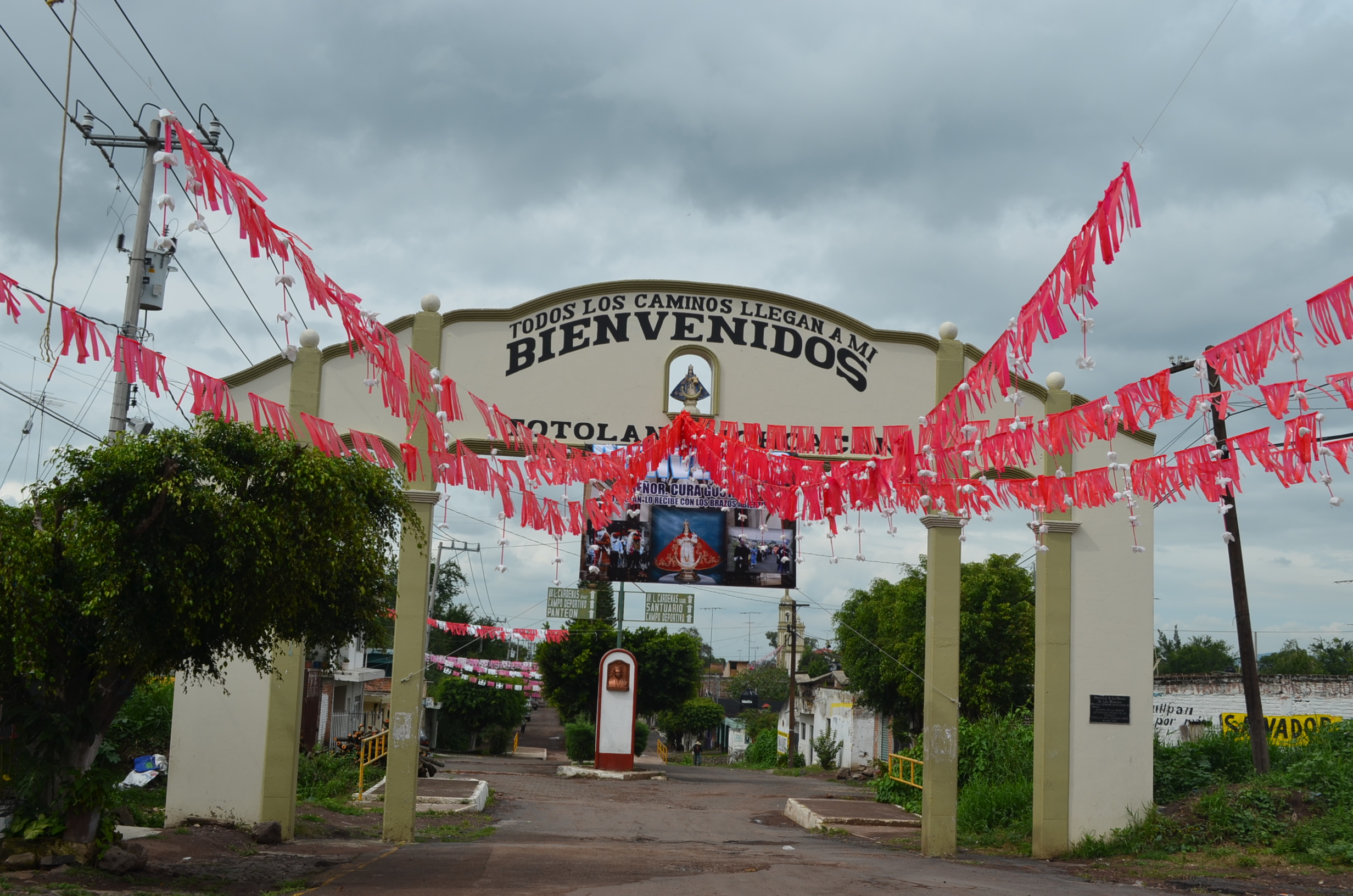
Entrada a San Martín Totolán.

San Martín Totolán es un pueblo chico en espacio pero grande en edad que data desde 1520-1532 según títulos apócrifos encontrados en un archivo particular. Es un pueblo antiguo fundado en la cebada, lugar conocido como «iglesias viejas», es más antiguo que todos los poblados ubicados alrededor. La cebada es una loma que desciende del mismo cerro que era llamado «Yrintamosutitlan», actualmente conocido como «cerro de San Francisco», a través del cual desciende una barranca dando origen a la loma fundadora del pueblo.
La barranca ocasiona que el cerro se divida en dos partes donde cada una recibe un nombre diferente: a una de las partes se le da el nombre de «ojo de agua o carrizal» y la otra parte se llama «cerro del tigre». En época de la conquista los españoles le dieron mudanza a los indios naturales a donde está el pueblo actualmente, un lugar cómodo y apropiado para que el pueblo tuviera una mayor y mejor estabilidad. El pueblo quedó establecido en un lugar con tierra pareja, loma, cerro, y agua de la laguna aparte de un río que lo atravesaba de lado a lado este río era descendiente del carrizal u ojo de agua. Aun siendo tan pequeño en espacio actualmente, en un principio fue grande, el lugar que abarcaba era demarcado por mojoneras aun existentes algunas de ellas.

### Los Remedios
Sus principales actividades son las agropecuarias: se cultiva maíz, sorgo; se cría ganado bovino, caprino, porcino y aves de corral. Se encuentra a 4 km de la cabecera municipal.

### Paredones
Las actividades principales son las agropecuarias: cultivo de maíz, frijol, garbanzo; se cría ganado bovino, caprino, porcino y aves de corral. Se encuentra a 19,4 km de la cabecera municipal. 

### Santa Bárbara
Al igual que las demás comunidades, sus actividades principales son las agropecuarias: cultivo de maíz, frijol, garbanzo; se cría ganado bovino, caprino, porcino y aves de corral. Se encuentra a 20,8 km de la cabecera municipal. 

### La Lagunita
Al igual que las demás comunidades, sus actividades principales son las agropecuarias: cultivo de maíz, frijol, garbanzo; se cría ganado bovino, caprino, porcino y aves de corral. Se encuentra a 16,4 km de la cabecera municipal. 

### Otras localidades
- Las Ánimas
- El Capulín
- La Jara
- La Cantera
- El Rodeo
- Los Laureles
- Los Tres Ríos
- La Cofradía

## Educación y salud
En 2010, el municipio contaba con tres escuelas de formación media (bachilleratos), una escuela de formación para el trabajo, el Instituto Tecnológico de Jiquilpan, un Centro Interdisciplinario de Investigación para el Desarrollo Integral Regional (Unidad Michoacán) y una Unidad Académica de Estudios Regionales de la UNAM. Contaba con 8 unidades médicas, en las que trabajaban 29 personas en total como personal médico.
La población del municipio está mayoritariamente alfabetizada (6.41 % de personas analfabetas al año 2020), con un grado de escolarización en torno a los 9.10 años. Sólo el 8.42 % de los habitantes no presenta ningún grado de estudio; en cambio, el 60.30 % cuenta con educación básica, el 13.62 %, con educación media superior, y únicamente el 13.65 % con grado superior.

## Festividades religiosas y civiles

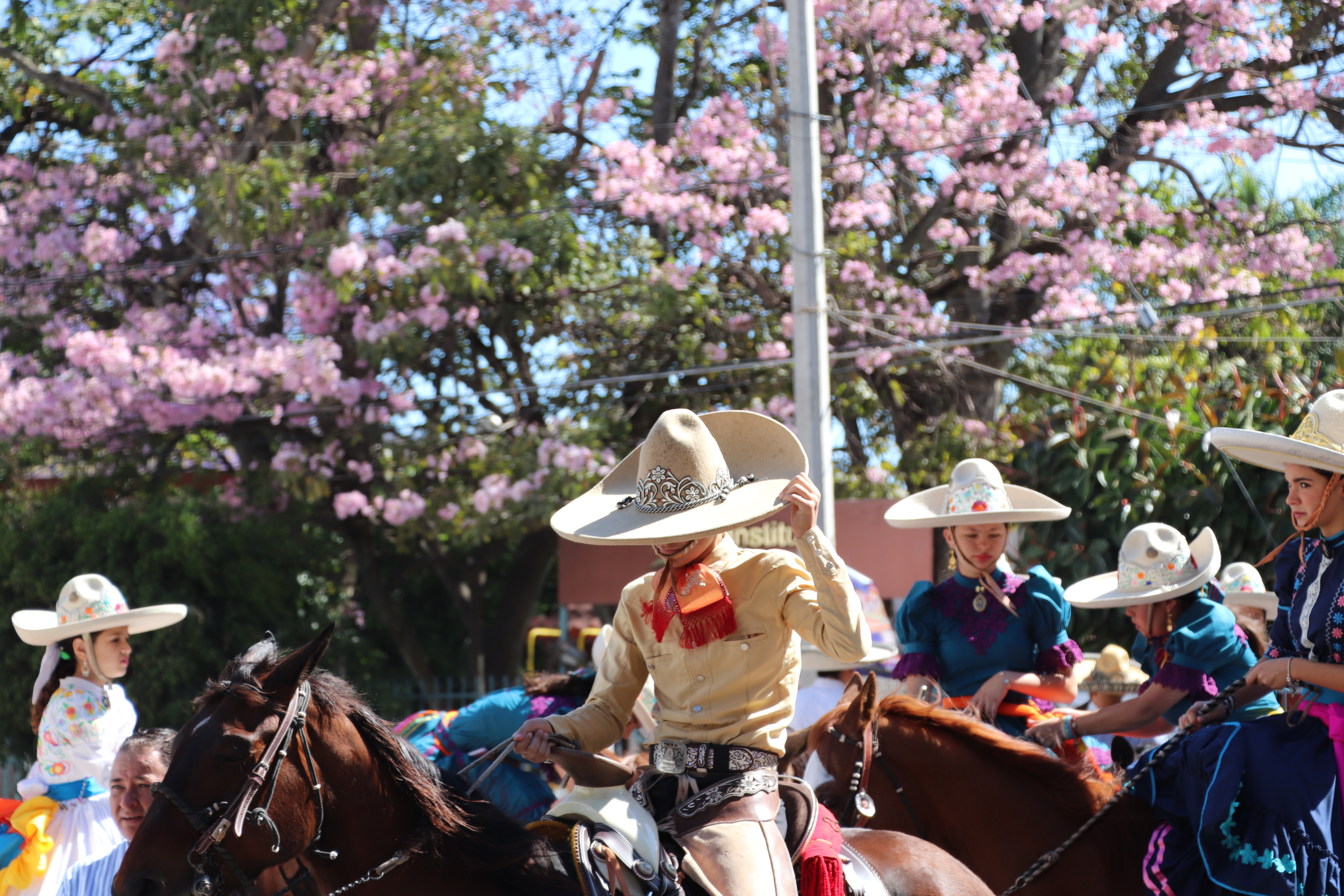
Charrería en Jiquilpan.

- Tercer domingo de febrero, fiesta al Niñito Jesús en Egipto desterrado en las inmediaciones al convento de las madres Adoratrices Perpetuas.
- 18 de marzo: Conmemoración de la Expropiación Petrolera.
- 13 de abril: Aniversario de elevación a Rango de Ciudad (1891)
- 21 de mayo: Natalicio del general Lázaro Cárdenas.
- 7 de agosto: Festividad de San Cayetano.
- 4 de octubre: Fiesta en honor al santo patrono de la ciudad, San Francisco de Asís.
- 19 de octubre: Conmemoración de la muerte del general Lázaro Cárdenas.
- 24 de diciembre-2 de febrero: Fiesta del «niño de la cofradía» Danza colonial de los Negros.

## Cronología de los presidentes municipales
- 1931: Alfredo Pérez Castellanos
- 1934: Baltazar Gudiño Canela
- 1939-1940: José María Pulido Núñez
- 1940: Alfredo Gudiño
- 1942: Luis Gálvez Coyt
- 1943-1944: Enrique Bravo Valencia
- 1946: Adán Martínez Contreras
- 1947: Enrique Villalpando M.
- 1949: Francisco Gallegos
- 1950: Dr. Rubén Gálvez B.
- 1951-1952: Salvador Romero Méndez
- 1953: Salvador Mejía Ceja
- 1954: Salvador García Ibarra
- 1955-1956: Francisco Gallegos
- 1957-1958: Luis Fernando Méndez
- 1959: Florencio Mora Villaseñor
- 1960-1962: Jesús Gudiño Quiroz
- 1963-1965: Carlos Pérez Méndez
- 1966-1968: Jorge Romero Farías
- 1969-1971: Luis Contreras Zepeda
- 1972-1974: Carlos Núñez Santillán
- 1975: Ignacio Marín Gudiño
- 1975-1977: Efrén Hernández Contreras
- 1978-1980: Pablo García Figueroa
- 1981-1983: Mario Soulé Madrigal
- 1984-1986: Jorge Romero Farías
- 1987-1989: Ignacio Gálvez Betancourt
- 1990-1992: Alberto Novoa Gudiño
- 1992: Álvaro García Oregel (sustituto)
- 1993-1995: Fausto Hernández Guzmán
- 1996-1998: Francisco Mora Ciprés
- 1999-2001: Juan Manuel Figueroa Ceja
- 2002-2004: Luis Felipe Herrera Arteaga
- 2005-2007: Juan Manuel Figueroa Ceja
- 2008-2011: Francisco Mora Ciprés
- 2012-2015: Francisco Álvarez Cortez
- 2015-2018: José Clemente Covarrubias Castillo
- 2018-2021: Roberto Mejía Zepeda
- 2021-2024: José Elías Barajas Bautista